# Nico Dijkshoorn

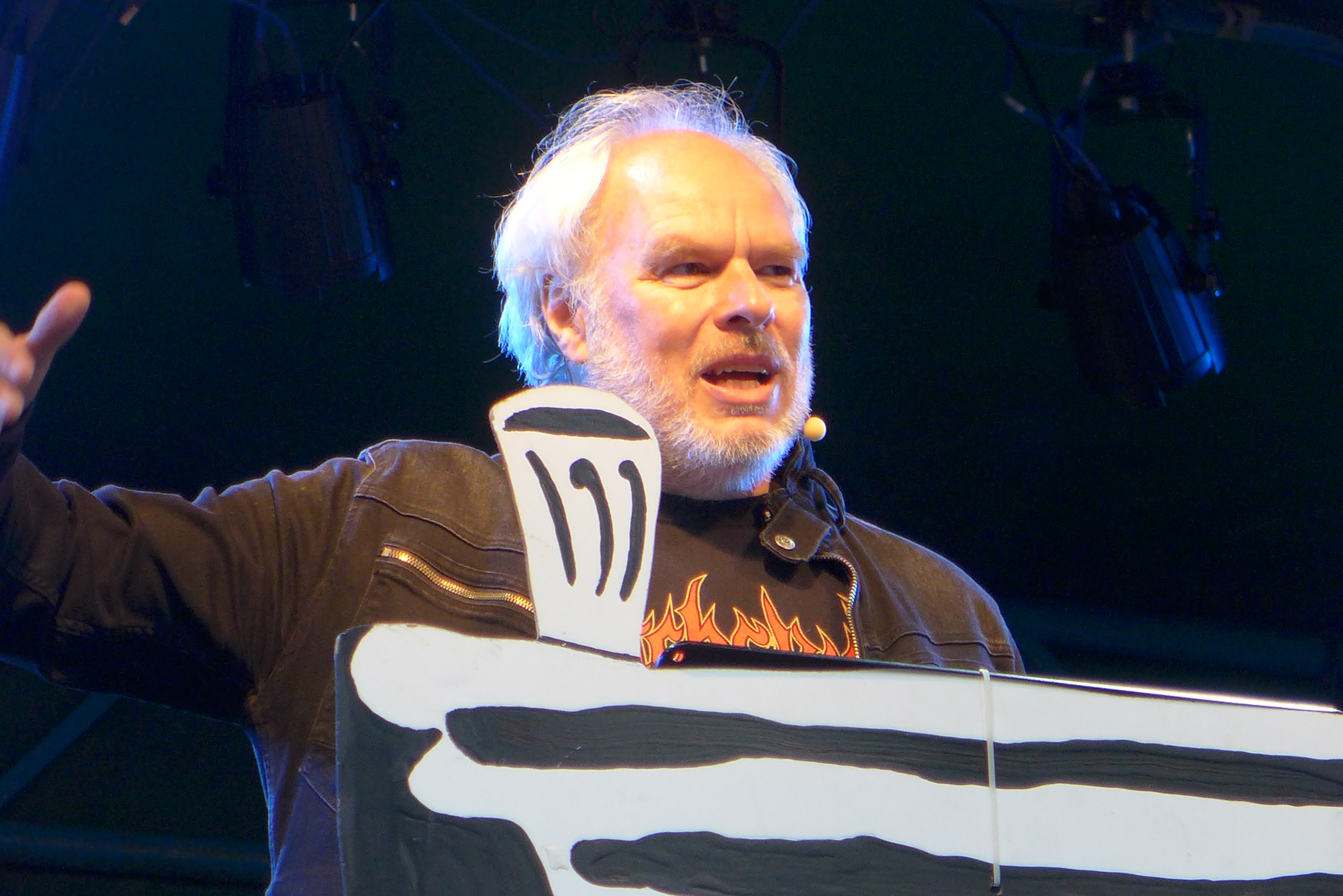
Nico Dijkshoorn op het poëziefestival Het Tuinfeest in Deventer, 1 augustus 2015

Nicolaas (Nico) Dijkshoorn (Amsterdam, 15 mei 1960) is een Nederlandse columnist, dichter, schrijver en muzikant. Dijkshoorn begon zich rond de eeuwwisseling te manifesteren als internetjournalist en verwierf nationale bekendheid met zijn wekelijkse optreden in het televisieprogramma De Wereld Draait Door. Als invloeden wijst Dijkshoorn zelf de poëzie van C. Buddingh' en het proza van Johnny van Doorn aan.

## Loopbaan
Dijkshoorn studeerde Nederlands en aardrijkskunde aan de lerarenopleiding. Bijna twintig jaar was hij medewerker van de bibliotheek in Amstelveen, tot 2005. Vanaf 1999 timmerde hij aan de weg als internetcolumnist met columns over het televisieprogramma Big Brother die hij onder het pseudoniem Doordevil plaatste in nieuwsgroepen en op het forum van de website FOK!. Na afloop van het dagelijkse programma reageerde hij binnen het uur met een lang actueel stuk. De columns werden zo populair dat Veronica hem uitnodigde een bijdrage aan het programma te leveren. Dijkshoorn sloeg dit aanbod af. Later schreef Dijkshoorn alsnog voor Veronica en voor verscheidene andere websites. Hij schreef op de weblogs Retecool.com en GeenStijl onder zowel het pseudoniem P. Kouwes als zijn eigen naam. Voor FOK! maakte hij de strip eikel & eikel en schreef hij columns onder de naam C. Adriaanse, waarin hij voetbalcoach Co Adriaanse op de hak nam. Voor GeenStijl maakte hij onder de titel Dijkshoorn Dinsdag een wekelijkse audiocolumn, waarin hij in 15 tot 30 minuten actualiteiten besprak.
De doorbraak naar een breder publiek kwam toen hij in 2006 door de Volkskrant werd uitgenodigd een sportcolumn te schrijven, waarmee hij tot 2009 doorging. Via televisiemaker Philip Woldringh werd hij ingeschakeld om teksten te schrijven voor Café de Wereld en later door Harm Edens voor de soapserie Samen en de satirische nieuwsquiz Dit was het nieuws. Dijkshoorn schreef verder columns voor Johan, Voetbal International, dagblad de Pers, Muziekkrant OOR, NU.nl en Webwereld. In het tijdschrift Torpedo publiceerde hij twee lange verhalen. Ook publiceerde hij verhalen in de tijdschriften Hard gras, Reload, Bouillon en JFK. Hij levert tekstbijdragen aan het satirische televisieprogramma Draadstaal en was van 2008 tot 2020 iedere woensdag te gast in De Wereld Draait Door, waarin hij actuele gedichten schreef en direct voordroeg. In 2012 keerde terug bij de Volkskrant waarin hij nu enigszins absurdistische columns over uiteenlopende onderwerpen ging schrijven. De komst van Pieter Klok als hoofdredacteur van de Volkskrant betekende in december 2019 het einde van Dijkshoorn's tweede Volkskrant-periode.
In november 2007 verscheen onder de GeenStijl-vlag het door Dijkshoorn geschreven Grote GeenStijl Winterboek. Als P. Kouwes publiceerde hij de dichtbundel Daar schrik je toch van. Begin 2009 verscheen De tranen van Kuif den Dolder, een roman over een fictieve legendarische voetbalheld.
In het najaar van 2010 ging Dijkshoorn samen met Leon Verdonschot, de band The Hank Five en de Eindhovense rockzanger Denvis op theatertournee, onder de titel Ook voor Vrouwen. Ze speelden meer dan dertig shows, waaronder twee in de Kleine Komedie in Amsterdam.
In 2011 speelde Nico samen met zanger/acteur Bob Fosko en Hoopdanseres Karin de Wit de hoofdrol in een videoclip van "Hoopla!" van Sven Hammond Soul featuring Patt Riley
In 2012 schreef Dijkshoorn het boekenweekessay voor de Boekenweek 2012, getiteld Verder alles goed. Tevens werd aan hem in 2012 de Johnny van Doornprijs voor de Gesproken Letteren toegekend.
In april 2013 schreef Dijkshoorn een alternatief Koningslied Jij En Ik Onder De Zon.
Sedert november 2014 is hij geregeld te horen bij Lieven Vandenhaute in Nieuwe Feiten, een Vlaams Radio 1-programma dat hij met het oplezen van een column mag afsluiten.
In zijn eerste solovoorstelling Vuig weet Dijkshoorn, aldus de Volkskrant, 'het doodgewone met eenvoudige woorden bijzonder te maken.' De teksten over zijn tienertijd doen de recensent denken aan 'een iets rauwere kopie van Kees van Kooten'. Hoewel recensent Patrick van den Hanenberg in het muzikale gedeelte 'een magistrale ode aan Amstelveen' opmerkt, heeft hij minder waardering voor Dijkshoorns muziek, die volgens de krant blijft steken op 'het niveau van een goedbedoelende liefhebber'.

## Invloeden op Dijkshoorn
Een belangrijke invloed is de dichter C. Buddingh', wiens werk Dijkshoorn 'van een verfrissende directheid' noemt: "Ik herkende me in zijn kijk, in het verbijzonderen van het gewone." Van een andere dichter, Johnny van Doorn, was juist diens proza van invloed. "Al die dingen waar je niet bij stilstaat," aldus Dijkshoorn, "die je accepteert als je dagelijkse gevoelens, daar neemt hij de tijd voor. Dat is bijzonder."

## Privé
De zoon van Nico Dijkshoorn, Bob, is actief als rapper onder de artiestennaam Bob uit Zuid.